# Arcs dits romànics del carrer d'Àngel Guimerà (Vilaplana)
Els Arcs dits romànics del carrer Àngel Guimerà és una obra de Vilaplana (Baix Camp) protegida com a Bé Cultural d'Interès Local.

## Descripció
Són arcs de mig punt, tot i que ja comencen a tenir una forma apuntada. Estan fets de pedra calcària ben tallada.
El de cal Batjau, al número 12 del carrer Àngel Guimerà té uns 6 metres de llum i alçada aproximada de 2,5 m. Aquest arc, construït perpendicular al carrer, estava pràcticament ocult fins a l'any 1983. L'arc de l'edifici del número 10, en canvi, està orientat paral·lel al carrer i va ser restaurat l'any 2006.
Anteriorment també hi havia arcs a les cases del carrer Àngel Guimerà, 8, 14, 16 i 15.